# Temporada da NBA de 1973–74
A temporada da NBA de 1969-70 foi a 28ª temporada da National Basketball Association. Ela foi encerrada com o Boston Celtics conquistando o campeonato da NBA após derrotar o Milwaukee Bucks por 4-3 nas finais da NBA.

## Temporada regular

### Conferência Leste
| Time               | V  | D  | (%)  | JA |
| ------------------ | -- | -- | ---- | -- |
| Boston Celtics C   | 56 | 26 | .683 | -  |
| New York Knicks    | 49 | 33 | .598 | 7  |
| Buffalo Braves     | 42 | 40 | .512 | 14 |
| Philadelphia 76ers | 25 | 57 | .305 | 31 |

| Time                | V  | D  | (%)  | JA |
| ------------------- | -- | -- | ---- | -- |
| Capital Bullets     | 47 | 35 | .573 | -  |
| Atlanta Hawks       | 35 | 47 | .427 | 12 |
| Houston Rockets     | 32 | 50 | .390 | 15 |
| Cleveland Cavaliers | 29 | 53 | .354 | 18 |

### Conferência Oeste
| Time                    | V  | D  | (%)  | JA |
| ----------------------- | -- | -- | ---- | -- |
| Milwaukee Bucks         | 59 | 23 | .720 | -  |
| Chicago Bulls           | 54 | 28 | .659 | 5  |
| Detroit Pistons         | 52 | 30 | .634 | 7  |
| Kansas City-Omaha Kings | 33 | 49 | .402 | 26 |

| Time                   | V  | D  | (%)  | JA |
| ---------------------- | -- | -- | ---- | -- |
| Los Angeles Lakers     | 47 | 35 | .573 | -  |
| Golden State Warriors  | 44 | 38 | .537 | 3  |
| Seattle SuperSonics    | 36 | 46 | .439 | 11 |
| Phoenix Suns           | 30 | 52 | .366 | 17 |
| Portland Trail Blazers | 27 | 55 | .329 | 20 |

C - Campeão da NBA

## Líderes das estatísticas
| Categoria             | Jogador          | Time                   | Estat. |
| --------------------- | ---------------- | ---------------------- | ------ |
| Pontos por jogo       | Bob McAdoo       | Buffalo Braves         | 30.6   |
| Rebotes por jogo      | Elvin Hayes      | Capital Bullets        | 18.1   |
| Assistências por jogo | Ernie DiGregorio | Buffalo Braves         | 8.2    |
| Roubadas por jogo     | Larry Steele     | Portland Trail Blazers | 2.7    |
| Bloqueios por jogo    | Elmore Smith     | Los Angeles Lakers     | 4.9    |
| Arremessos (%)        | Bob McAdoo       | Buffalo Braves         | .547   |
| Tiros livres (%)      | Ernie DiGregorio | Buffalo Braves         | .902   |

## Prêmios
- Jogador Mais Valioso: Kareem Abdul-Jabbar, Milwaukee Bucks
- Revelação do Ano: Ernie DiGregorio, Buffalo Braves
- Treinador do Ano: Ray Scott, Detroit Pistons
- All-NBA Primeiro Time:
  - Walt Frazier, New York Knicks
  - Rick Barry, Golden State Warriors
  - Gail Goodrich, Los Angeles Lakers
  - John Havlicek, Boston Celtics
  - Kareem Abdul-Jabbar, Milwaukee Bucks

- All-NBA Time Revelação:
  - Ernie DiGregorio, Buffalo Braves
  - Nick Weatherspoon, Capital Bullets
  - Mike Bantom, Phoenix Suns
  - John Brown, Atlanta Hawks
  - Ron Behagen, Kansas City-Omaha Kings

- NBA All-Defensive Time:
- Primeiro Time:
  - Dave DeBusschere, New York Knicks
  - John Havlicek, Boston Celtics
  - Kareem Abdul-Jabbar, Milwaukee Bucks
  - Norm Van Lier, Chicago Bulls
  - Walt Frazier, New York Knicks (tie)
  - Jerry Sloan, Chicago Bulls (tie)
- Segundo Time:
  - Elvin Hayes, Capital Bullets
  - Bob Love, Chicago Bulls
  - Nate Thurmond, Golden State Warriors
  - Don Chaney, Boston Celtics
  - Dick Van Arsdale, Phoenix Suns (tie)
  - Jim Price, Los Angeles Lakers (tie)